# شهرستان یانگشوو
شهرستان یانگشوو (به لاتین: Yangshuo County) یک شهرستان در جمهوری خلق چین است که در گویلین واقع شده‌است.

## خصوصیات
شهرستان یانگشوو ۱٬۴۲۸ کیلومترمربع مساحت و ۳۰۰٬۰۰۰ نفر جمعیت دارد.

## جستارهای وابسته

یانگشاو
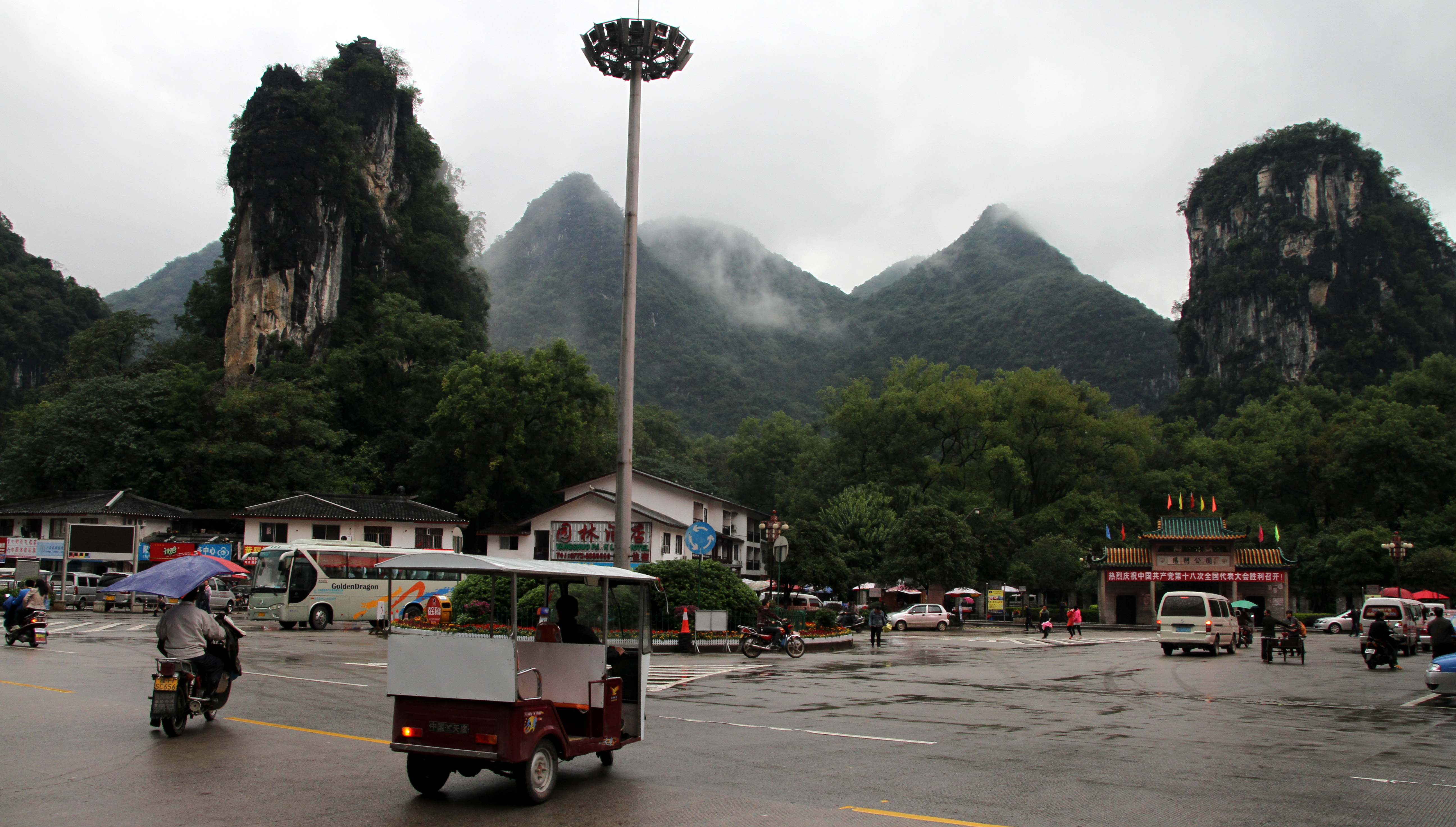
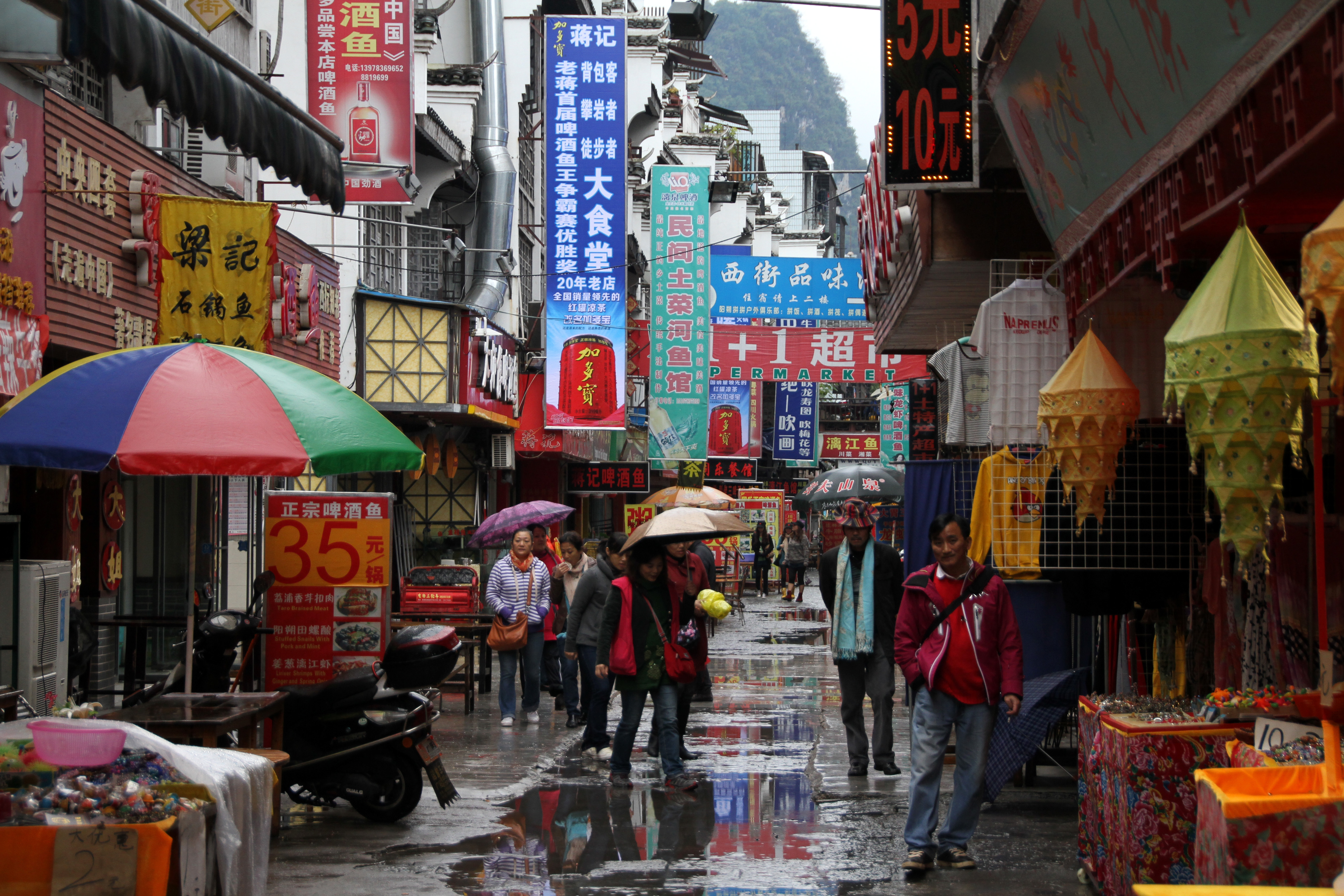
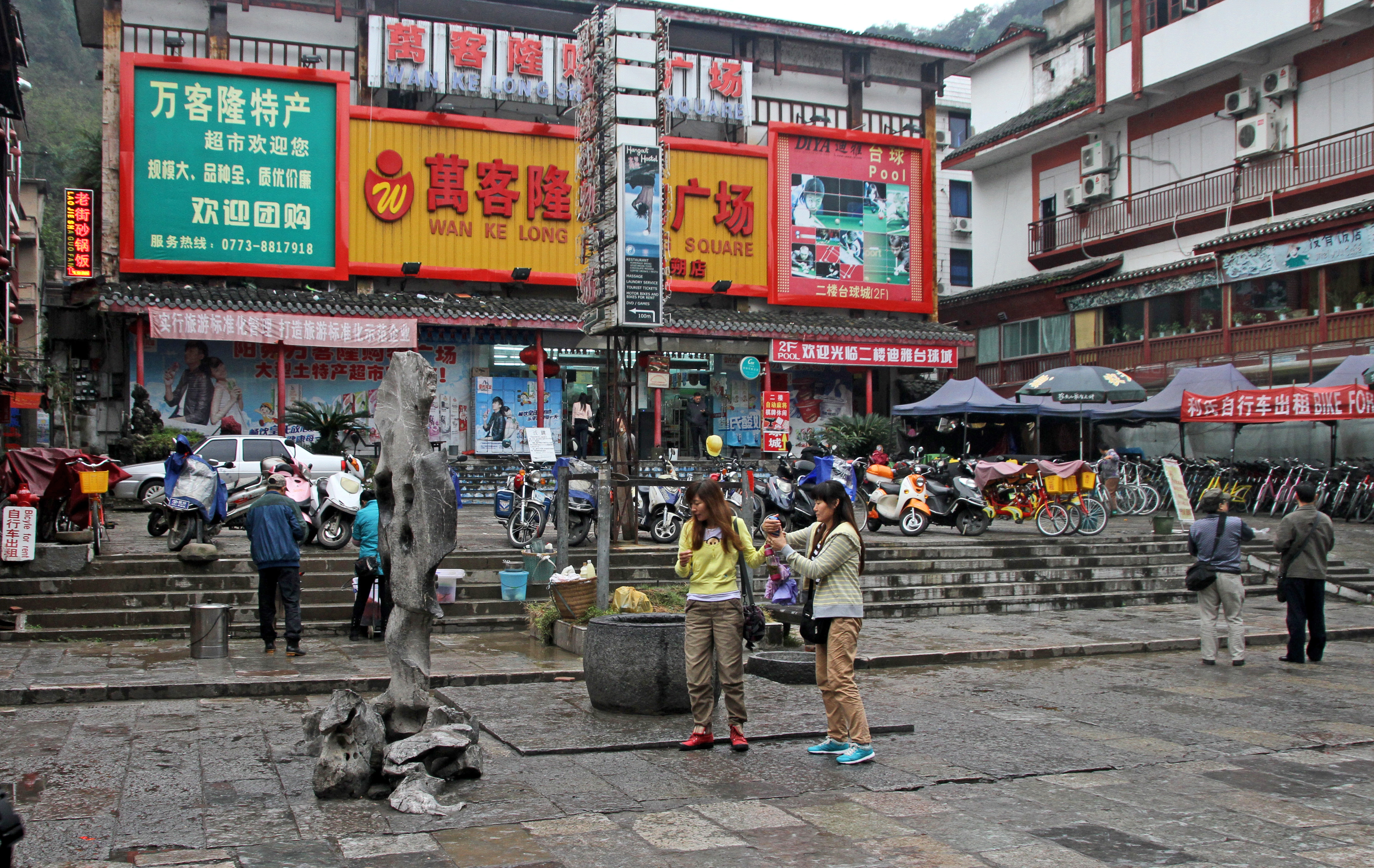
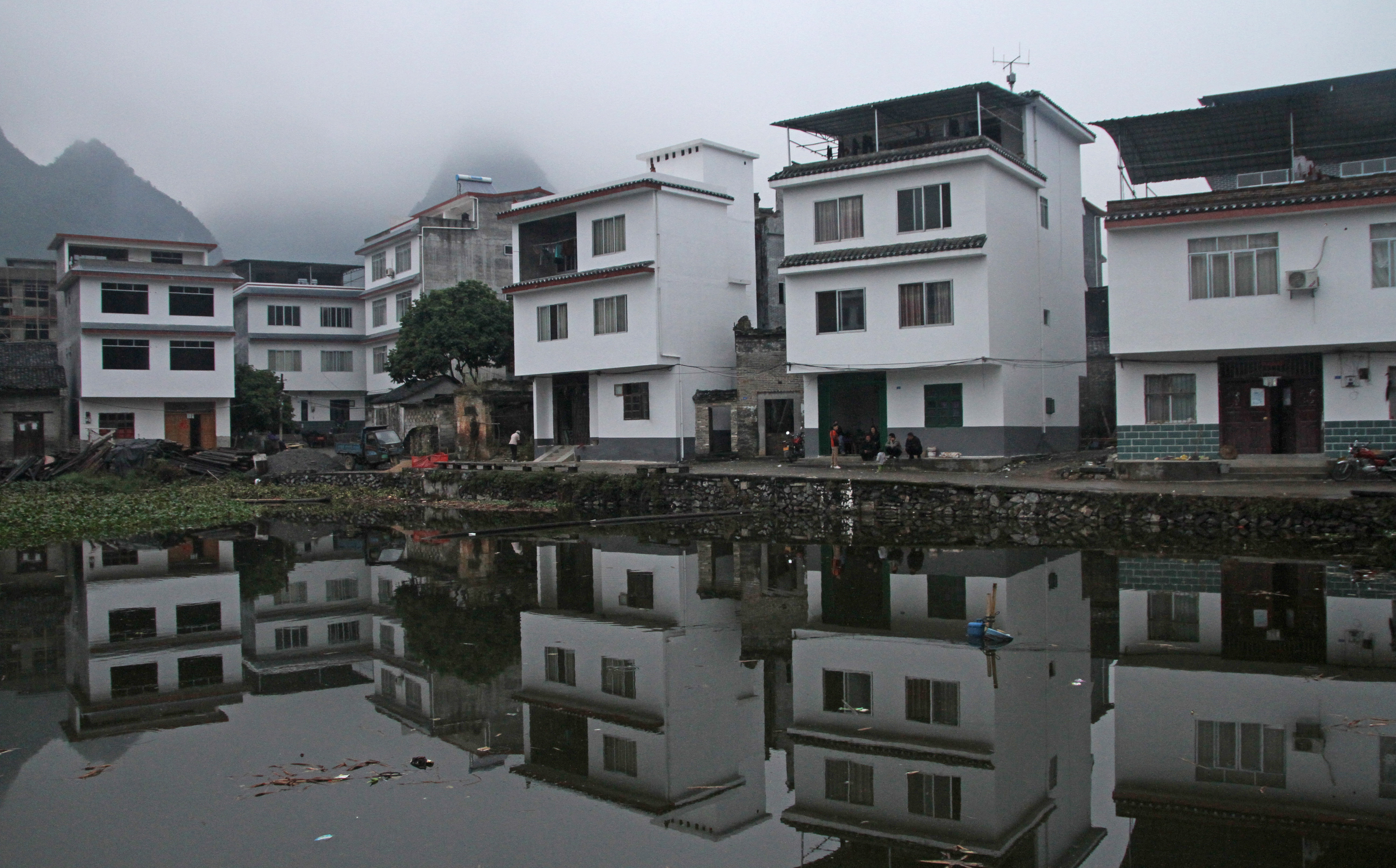
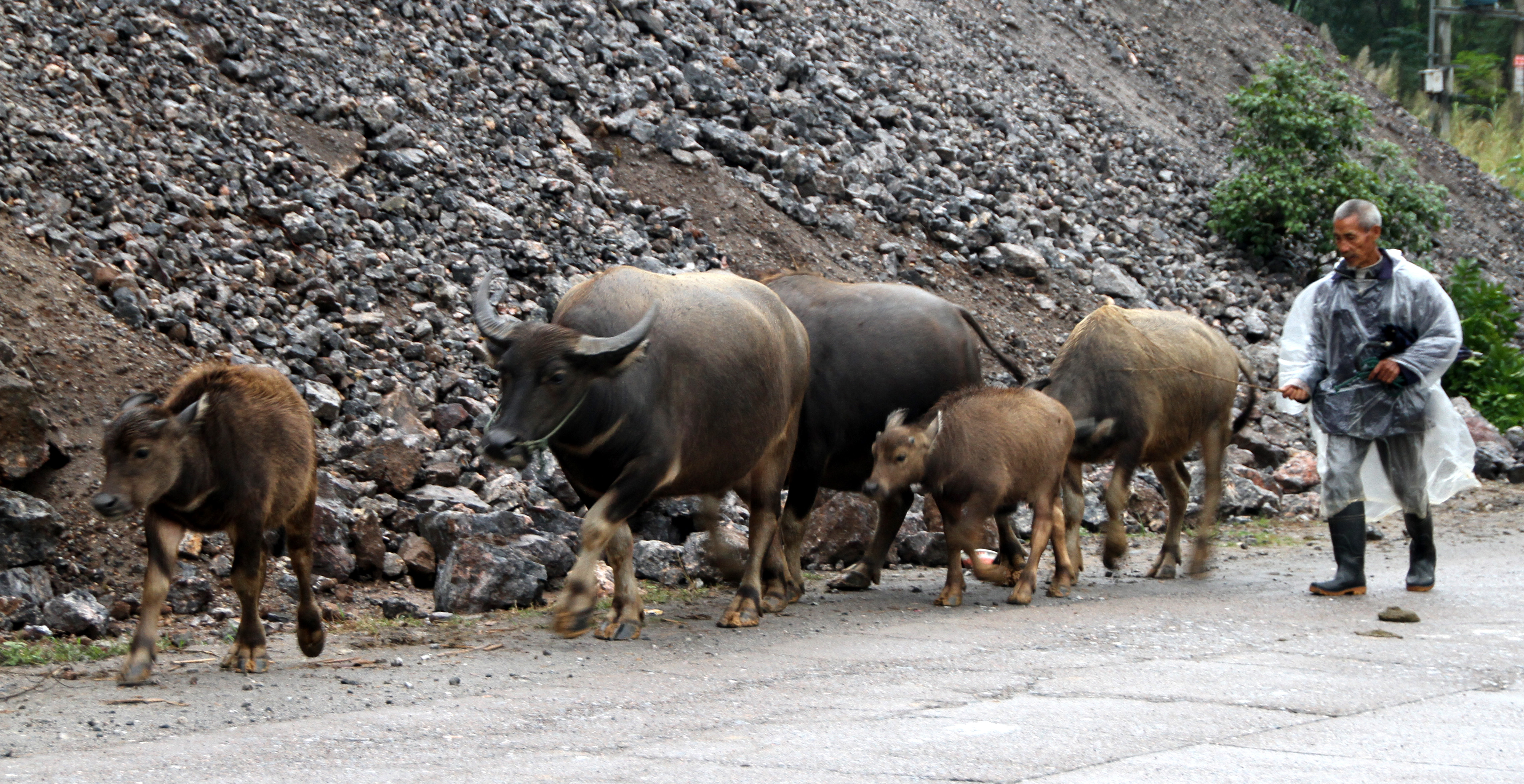
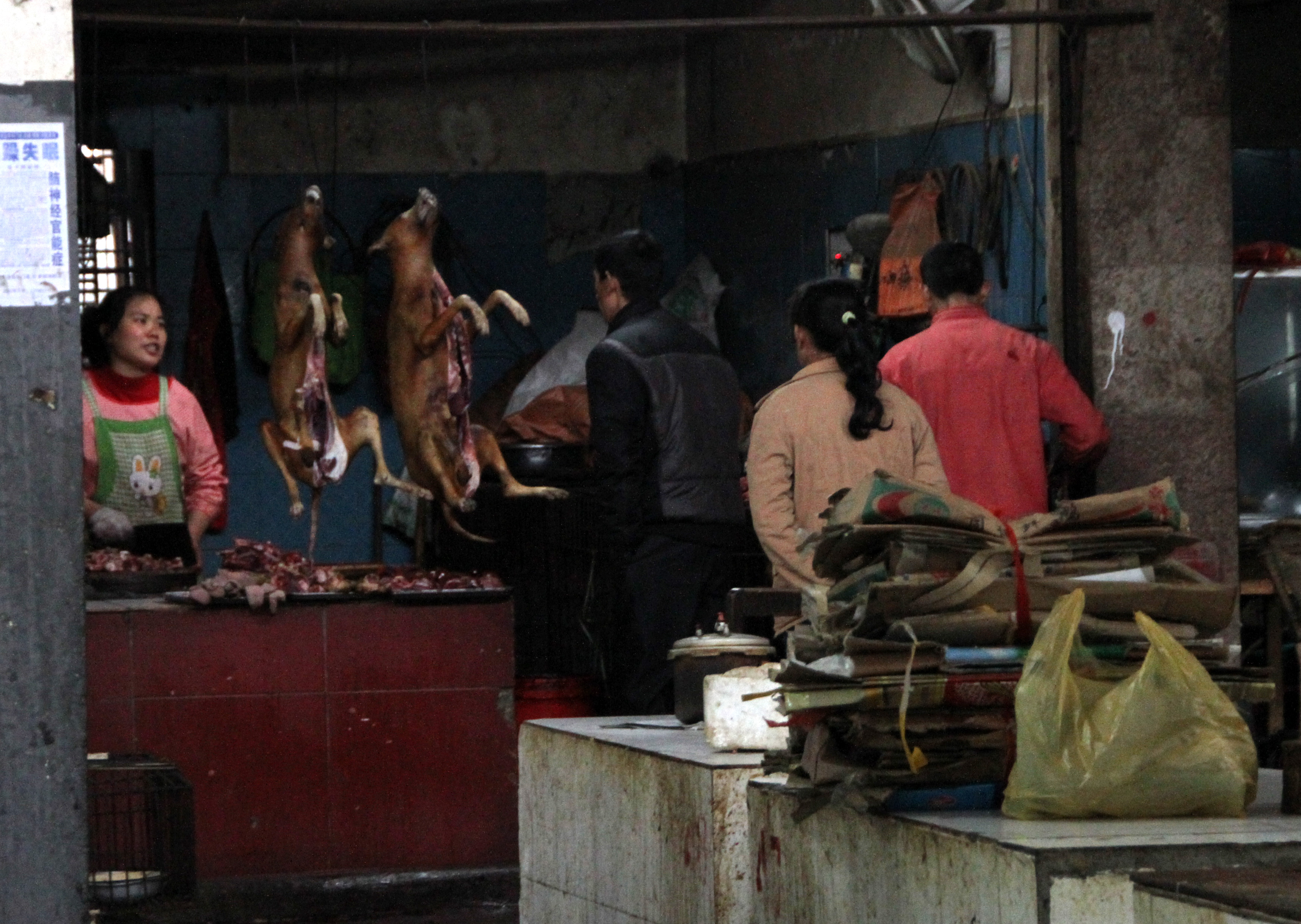
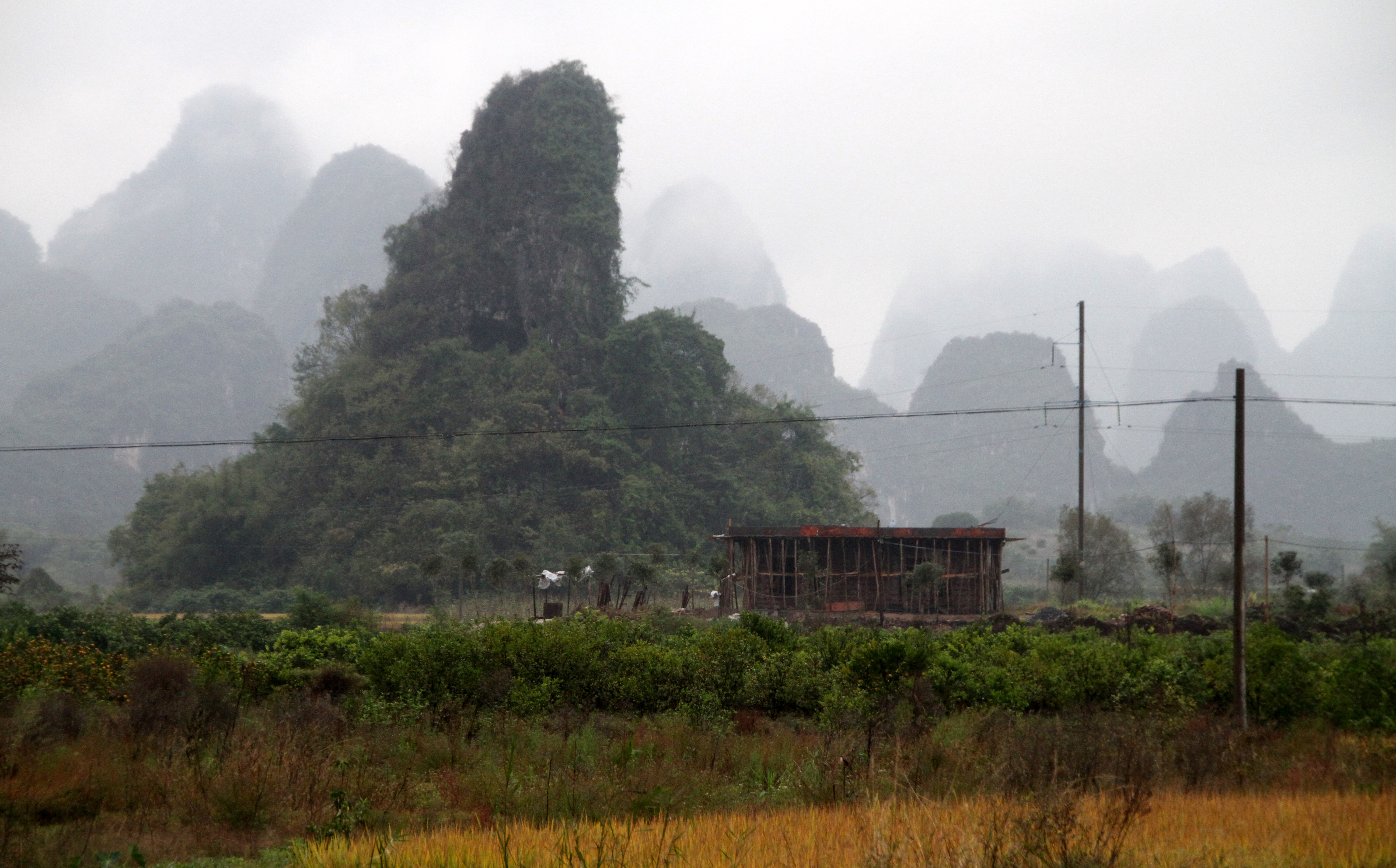
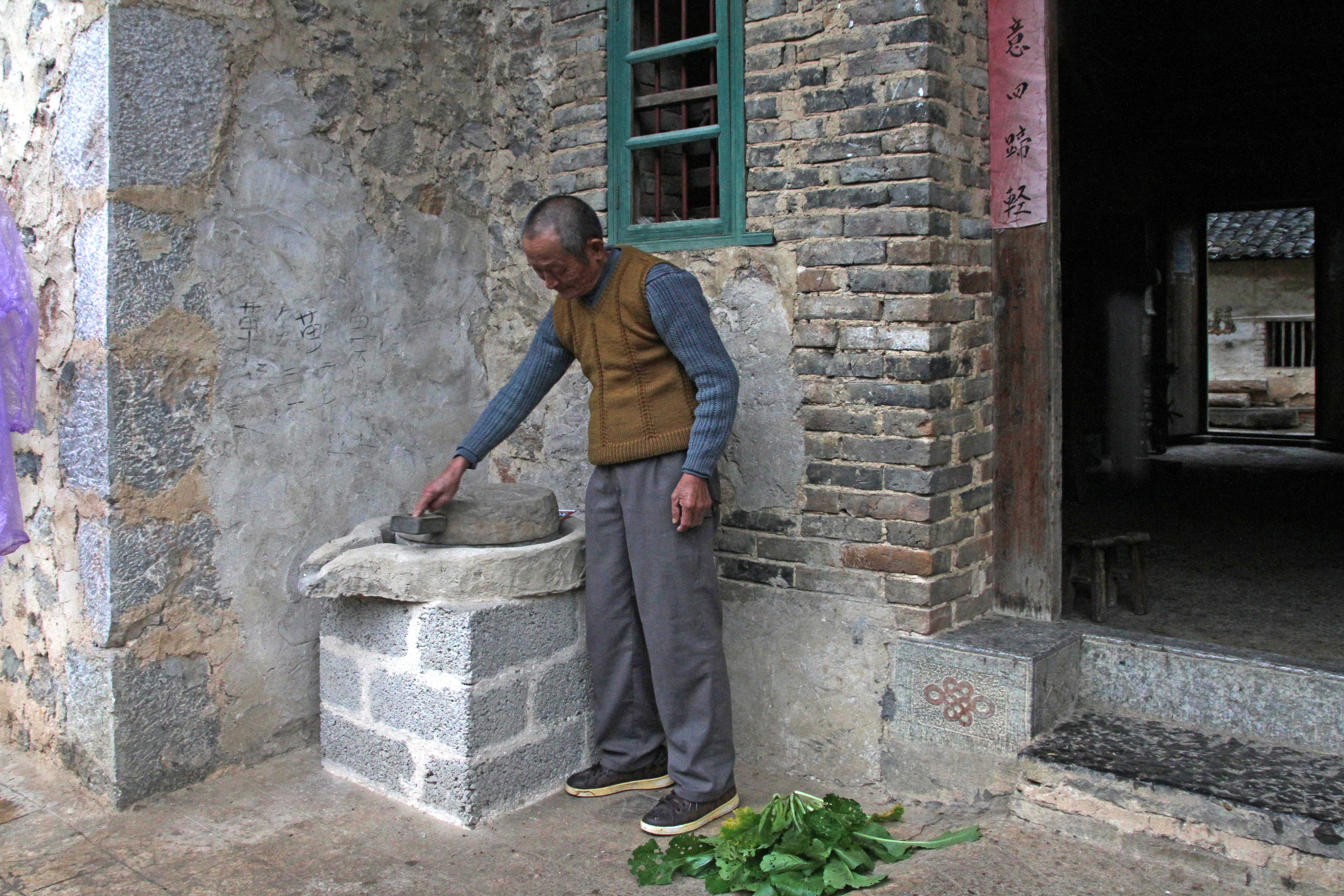